# Brzozowski
Brzozowski là một huyện thuộc tỉnh Podkarpackie của Ba Lan. Huyện có diện tích 539 km². Đến ngày 1 tháng 1 năm 2011, dân số của huyện là 65274 người và mật độ 121 người/km².